# Radio Bronka
Radio Bronka es una emisora de radio autogestionada de Barcelona nacida del movimiento asociativo social del barrio de Les Roquetes, en 1987. Los contenidos siempre se han caracterizado por su visión reivindicativa de diversos colectivos sociales de izquierda. 
La música siempre se ha centrado en ritmos autoproducidos, en pequeños sellos discográficos independientes, iniciativas underground, ofreciendo también la “voz” a movimientos feministas, ecologistas, antimilitaristas, sindicales y de literatura y poesía.
En 1987 iniciaron sus emisiones en el 92,3 MHz, para migrar más tarde al 99,0 MHz y a los actuales 104,5 MHz. Emiten las 24 horas escuchándose mediante radio receptores, en Barcelona capital, Santa Coloma de Gramanet, Badalona y San Adrián de Besós y en algunas otras poblaciones cercanas del área metropolitana de Barcelona. Fue de las primeras emisoras de radio en emitir por Internet. Anualmente realiza talleres educativos donde se enseñan todos los procesos técnicos de como crear una emisora destinados a nuevos proyectos de radio libre.

## Programación

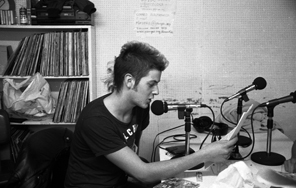
Estudio de Radio Bronka en 1996.

Locuciones propias como en el antiguo "Judici a la Justícia" (un programa que denuncia abusos de poder) o "Salut i Revolució" (centrado en historia); o bien re-emisiones entre las que se pueden escuchar la de los programas de onda corta de Radio Insurgente del EZLN México y "Altres Ràdios" (programas de intercambio de otras radios autogestionadas y alternativas de España y Latinoamérica).
Se emitió a través de la FM un programa semanal en esperanto durante un periodo de 4 años. Los idiomas utilizados por el colectivo son en su mayoría el catalán y castellano, aunque no se ha descartado nunca ninguna iniciativa por esta cuestión, habiéndose llegado a emitir simultáneamente programas en 5 idiomas diferentes: esperanto, catalán, español, gallego e inglés.